# 포텐셜 유동
포텐셜 유동(potential流動,potential flow)은 전기 또는 전자공학 및 유체 동역학에서 점성이 없는 완전 유체(이상유체)의 흐름을 가리킨다. 맴돌이가 없는 흐름으로, 계산과 이해가 쉽다고 알려져있다.

## 같이 보기
- 연속체 역학